# Nuvem interestelar local

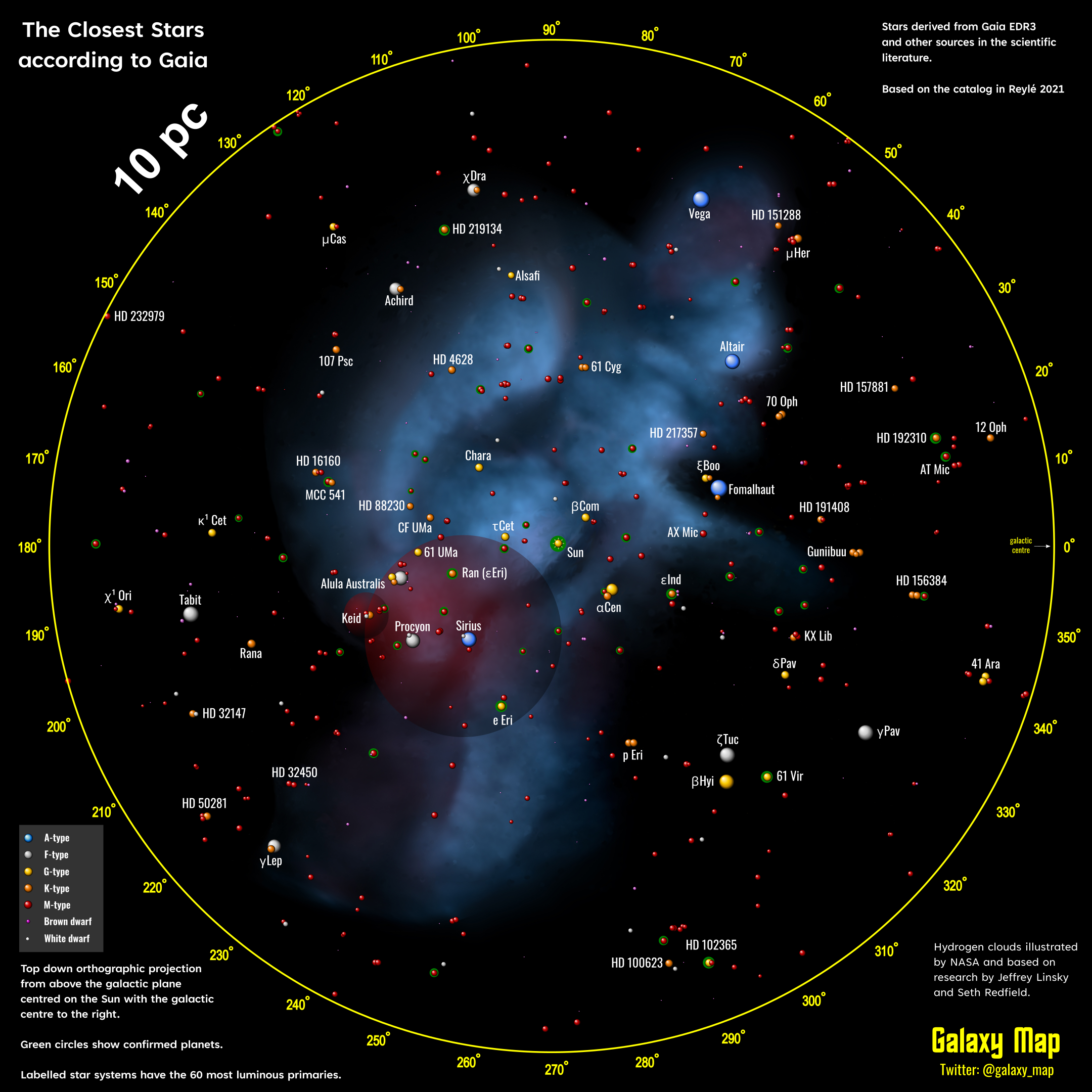
Diagrama das estrelas circundantes e concepção artística da Nuvem Interestelar Local.

A Nuvem Interstelar Local (NIL), também conhecida como o Fluff Local, é a nuvem interestelar a aproximadamente 30 anos-luz (9,2 pc) através da qual o Sistema Solar está atualmente em movimento. Essa característica se sobrepõe a uma região ao redor do Sol chamada de vizinhança solar. Atualmente, não se sabe se o Sol está embutido na Nuvem Interestelar Local ou na região onde a Nuvem Interestelar Local está interagindo com a vizinha G-Cloud. Como a G-Cloud e outras, o LIC faz parte do Meio interestelar muito local que começa onde a heliosfera e o meio interplanetário terminam, o mais longe que as sondas viajaram.

## Estrutura

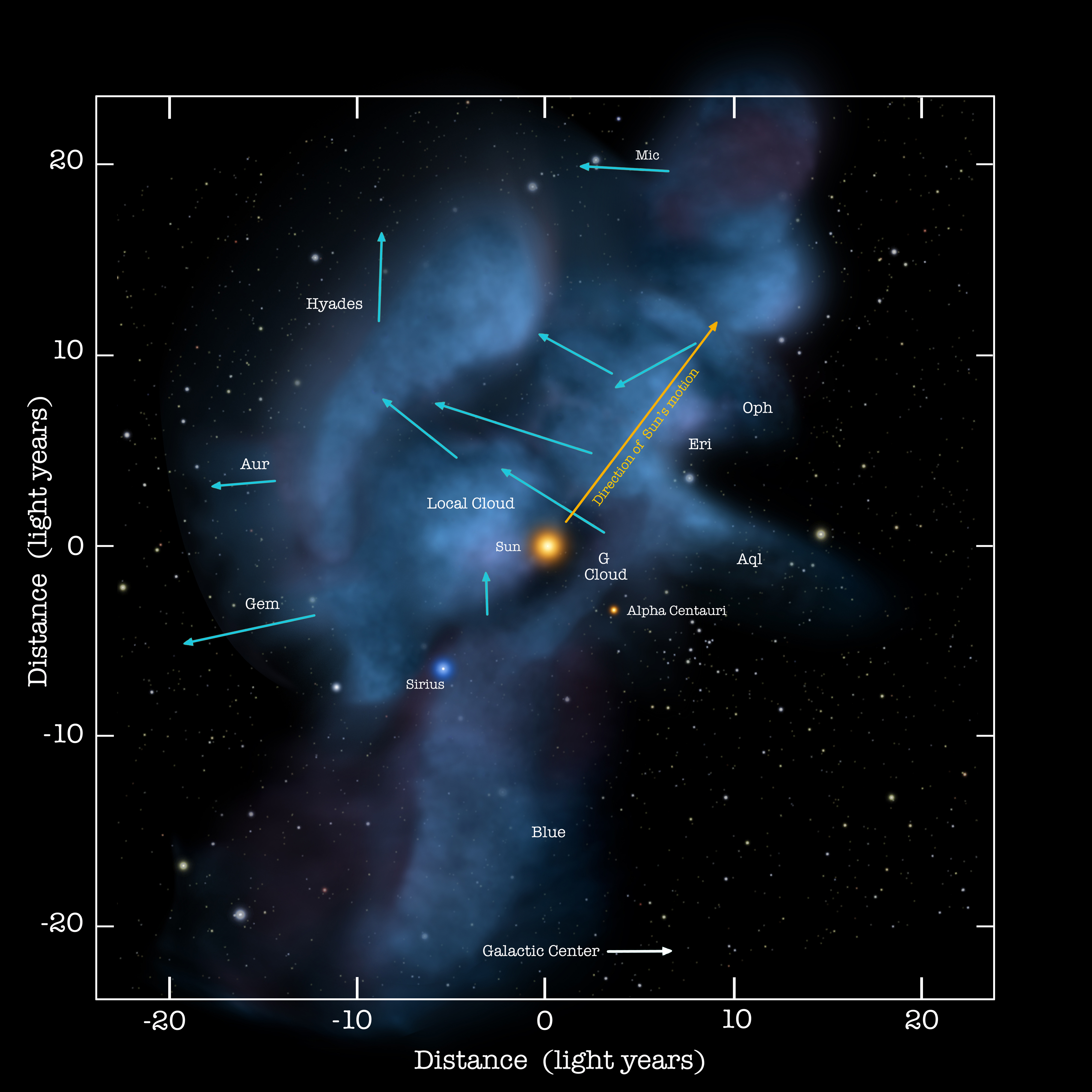
Nuvem interestelar local onde localiza-se o Sol e suas estrelas mais próximas como Alpha Centauri, Sirius e outras, formando a nuvem interestelar.

Mapa mostrando o Sol localizado perto da borda da Nuvem Interestelar Local e Alpha Centauri a cerca de 4 anos-luz da distância no complexo vizinho G-Cloud.

O Sistema Solar está localizado dentro de uma estrutura chamada Bolha Local, uma região de baixa densidade do meio interestelar galáctico. Dentro desta região está a Nuvem Interestelar Local (LIC), uma área de densidade de hidrogênio ligeiramente maior. Estima-se que o Sistema Solar entrou na LIC nos últimos 10.000 anos.
Não se sabe se o Sol ainda está dentro do LIC ou se já entrou em uma zona de transição entre o LIC e a G-Cloud.
Uma análise recente estima que o Sol sairá completamente do LIC em não mais de 1.900 anos.
A nuvem tem uma temperatura de cerca de 7 000 K (6 730 °C), aproximadamente a mesma temperatura da superfície do Sol. No entanto, sua capacidade térmica específica é muito baixa porque não é muito densa, com 0,3 átomos por cm3 (4,9/pol3). Isso é menos denso que a média do meio interestelar na Via Láctea (0,5/cm3 ou 8,2/cu pol), embora seja seis vezes mais denso que o gás na Bolha Local quente e de baixa densidade (0,05/cm3 ou 0,82/cu pol) que circunda a nuvem local. Em comparação, a atmosfera da Terra na borda do espaço (ou seja, 100 km acima do nível do mar) tem cerca de 1,2×1013 moléculas por centímetro cúbico, caindo para cerca de 50 milhões (5,0×107) a 450 km (280 mi). A nuvem está fluindo para fora da associação estelar de Scorpius–Centaurus, uma associação estelar que é uma região de formação de estrelas, aproximadamente perpendicular à direção do próprio Sol, se assumido como bidimensional.
Em 2019, pesquisadores encontraram ferro-60 interestelar (Fe60) na Antártida, que eles relacionaram à Nuvem Interestelar Local.

## Interação com a heliosfera

O Sistema Solar dentro do meio interestelar, com as diferentes regiões e suas distâncias em uma escala logarítmica (tamanhos dos objetos fora da escala)

Em 2009, dados da Voyager 2 sugeriram que a força magnética do meio interestelar local era muito mais forte do que o esperado (370 a 550 picoteslas (pT), contra estimativas anteriores de 180 a 250 pT). O fato de a Nuvem Interestelar Local ser fortemente magnetizada poderia explicar sua existência contínua, apesar das pressões exercidas sobre ela pelos ventos que explodiram a Bolha Local.
Os efeitos potenciais da Nuvem Interestelar Local na Terra são bastante diminuídos pelo vento solar e pelo campo magnético do Sol. Essa interação com a heliosfera está sendo estudada pelo Interstellar Boundary Explorer (IBEX), um satélite da NASA que mapeia a fronteira entre o Sistema Solar e o espaço interestelar.